# Archieparchia Damaszku (maronicka)
Archieparchia Damaszku (łac. Damascenus Maronitarum) – archieparchia Kościoła maronickiego w Syrii. Została ustanowiona w 1527 roku. 